# Rosenåen (Brøndby)
|  | Denne artikel omhandler Rosenåen i Brøndby. Der har også været andre åer med dette navn, se Rosenåen |
Rosenåen (eller tidligere Magleå eller Magebæk) var en å, der fra Glostrup løb gennem Brøndbyvester og ud i Køge Bugt ved Maglebro nær den nuværende Brøndby Strand Station.
Åen hed Magleå indtil begyndelsen af 1900-tallet, hvor bl.a. spildevandet fra en sæbefabrik i Glostrup medførte omfattende lugtgener, og åen fik det eufemistiske navn "Rosenåen". I 1911 klagede skolelæreren i Brøndbyvester (hvis baghave lå ned til åen) til Kultusministeriet, hvorefter vandet blev undersøgt og en ny skole blev opført i 1916.
Åen er i dag rørlagt.

## Eksternt link
- Rosenaa på de lave målebordsblade